# Adelia Arrivabene

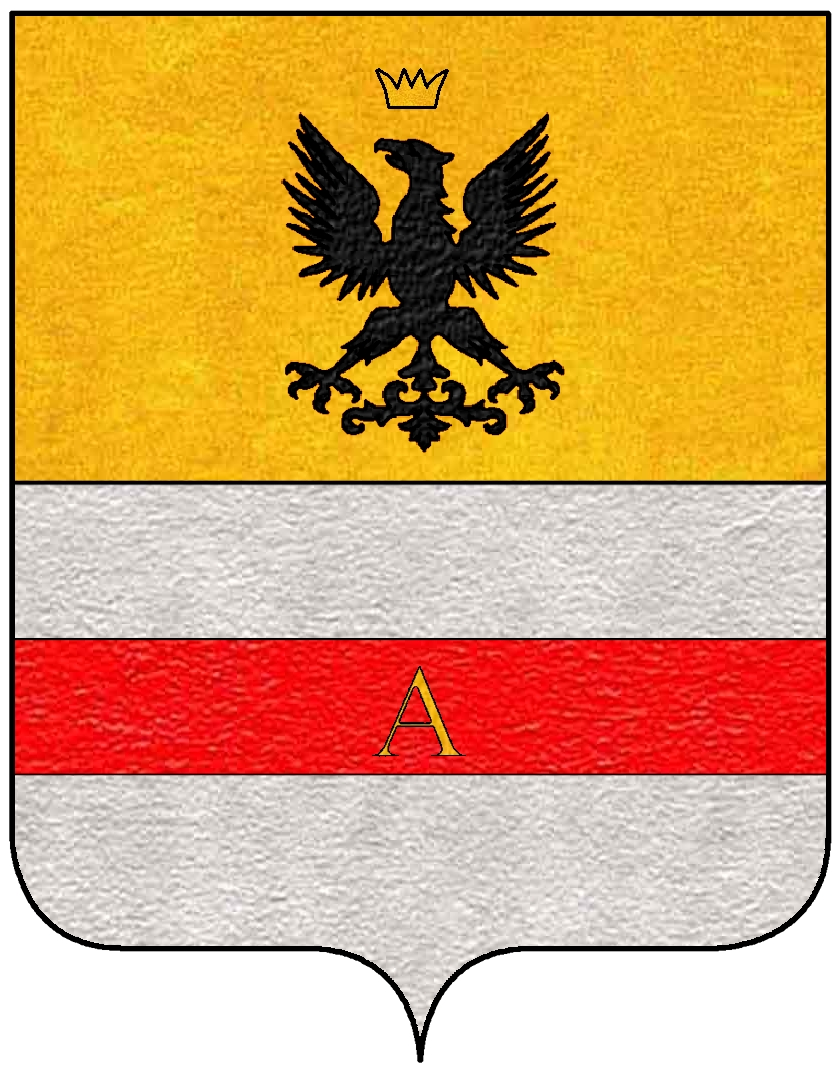
Stemma originario della famiglia Arrivabene

Adelia Arrivabene (Mantova, 1818 – Milano, 1847) è stata un'attrice teatrale italiana.

## Biografia
Adelia Arrivabene nacque a Mantova nel 1818, in una famiglia nobile.
Nel 1839 partecipò ad una recita organizzata dalla nobiltà mantovana, per contribuire alla raccolta di fondi per le vittime di una tracimazione del Po.
Con la sua recitazione ottenne un grande successo e attirò l'attenzione di Gustavo Modena, in quegli anni interessato a trovare giovani attori da inserire sulla scena in base ai nuovi metodi, principi e criteri.
Adelia accolse favorevolmente l'invito e diventò un'attrice professionista, debuttando nel 1843.
Riscosse un grande successo con l'interpretazione de Il bicchier d'acqua di Eugène Scribe, che risultò una delle sue migliori recite.
Proseguì tutta la sua carriera con la compagnia di Modena, soprattutto con ruoli di "seconda donna", tranne che per una breve parentesi amorosa con lo studente poeta dalmata Federico Seismit-Doda.
Si distinse per la sua bellezza, il suo fascino, la sua eleganza, che la resero una protagonista ideale nei ruoli di donna aristocratica, nelle parti di gran dama, sia in quelli dove erano necessari una espressività fine, brillantezza nella vita sociale e cultura, per rappresentare la galanteria della società francese del  XVIII secolo.
Giovanni Prati, che l'amo senza fortuna, le dedicò molte poesie.
Adelia Arrivabene morì a Milano nel 1847, a causa del tifo.